# Палеостоми
Палеостоми (груз. პალიასტომი) [Палиастоми]) је језеро у Колхидској низији. Налази се у Грузији, на граници регија Гурије и Мегрелија-Горња Сванетија.
Према настанку, језеро скоро представља лиман. Из њега отиче мала река Пичора. У језеро се улива мала река Капарча (дугачка 7 km), која је пресечена каналом којим је језеро је повезано са Црним морем. На обали језера се налази град Поти.
Површина језера је 18,2 km². Просечна дубина износи 2,6 м, највећа дубина је 3,2 м. Налази се на надморској висини од 0,3 м.
Језеро се налази унутар граница Колхидског резервата природе.
Године 1961. на дну језера археолози су открили остатке насеља из II века п. н. е. Сумња се да су то остаци Колхидског града Фасиса.